# トド文字
トド文字（トドもじ、カルムイク語: Тодо бичиг）は、オイラト語の表記のために1648年にザヤ・パンディタがモンゴル文字を改良して作った文字。オイラト文字とも呼ぶ。
モンゴル文字と同様に上から下へ縦書きされ、行は左から右へ進む。単語は続け書きされる。

## 概要

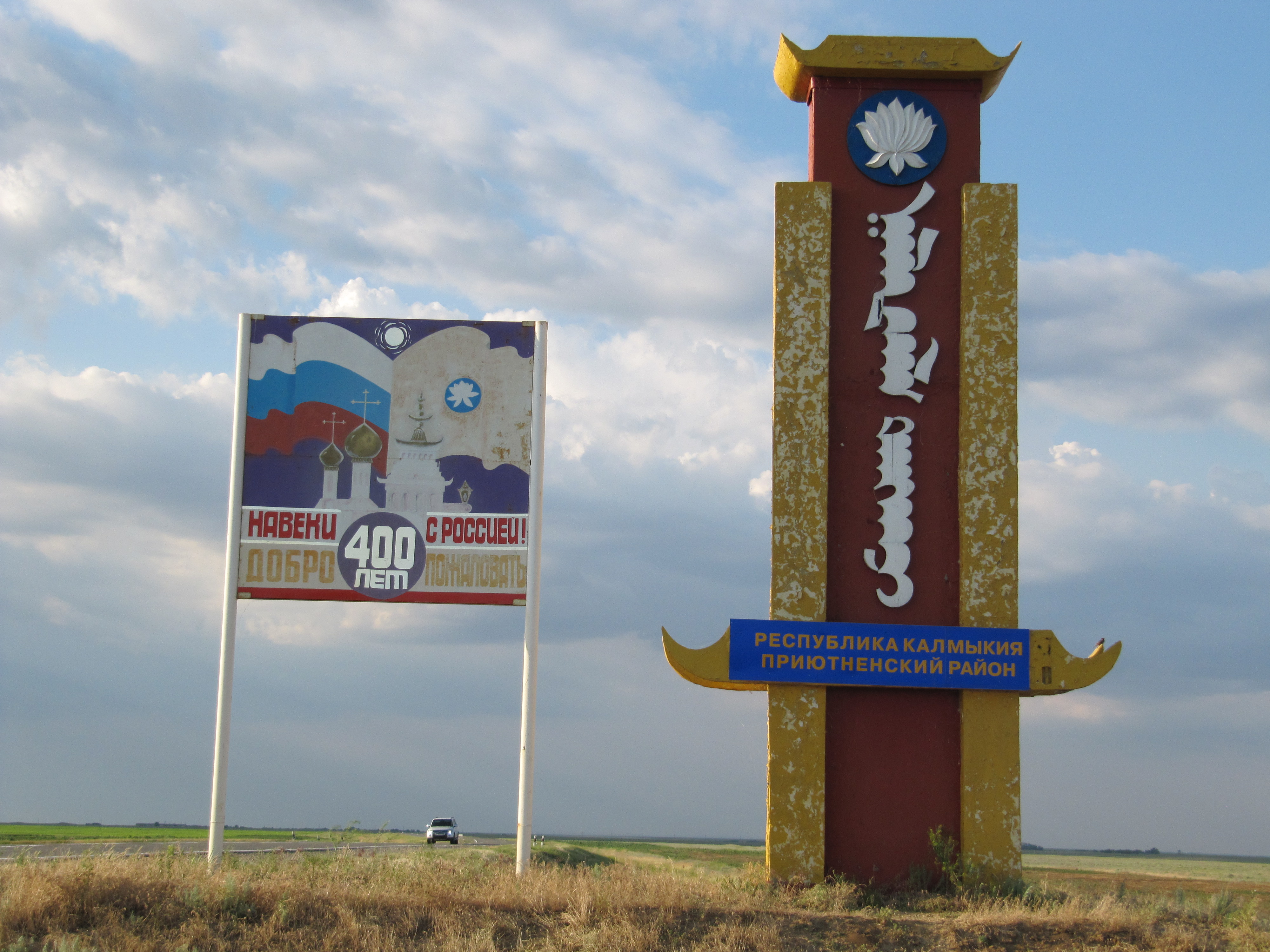
カルムイク共和国の入口に立つ標識

ダライ・ラマ5世の時代のチベットにおいて、カルマ派と対立していたゲルク派はホシュートのグーシ・ハーンに援助を求め、これに応えてグーシ・ハーンはラサに入ってダライ・ラマと盟約を結んだ。グーシ・ハーンは1637年に青海の覇者となり、その後チベットを統一した。それとともに、それまでシャーマニズムを信仰していたオイラトにゲルク派のチベット仏教が伝来し、オイラトの貴族は子のひとりをラマにする義務が生じた。そのようにしてラマになった人物でもっとも重要なひとりがホシュートのザヤ・パンディタであり、弟子とともに200を越えるチベットの文献を翻訳することによってオイラトの仏教普及に大きく貢献した。1648年にザヤ・パンディタは経典を正確に翻訳するため、およびモンゴル文語と大きく異なるオイラト語を忠実に表記するためにトド文字を考案した。「トド」とはモンゴル語で「はっきり」を意味し、はっきりした文字であることを意味する。
モンゴル文語の表記に使われていたモンゴル文字はウイグル文字をほぼそのままモンゴル語の表記に採用したものだが、その文字にはさまざまなあいまいさがあった。まず母音を表記しないアブジャドであるアラム文字に由来する文字であるため、モンゴル語の7つの母音をうまく表すことができない問題があり、語頭以外ではaとeが文字の上で区別がつかず、さらに音節末のnとも同形になってしまっていた。oとu、öとüも区別がつかず、語頭以外ではこの4つの円唇母音はすべて同形になった。子音は無声音と有声音がしばしば同じ文字で表記された（t/d, k/gなど）。さらに語頭ではy/ǰの区別がつかなかった。
トド文字ではもとのモンゴル文字に大きな改訂を加え、これらのあいまいさがほぼ完全に除かれた。7つの母音のために7つの文字が用意され、また新しい記号を導入して長母音が書き分けられるようになった（ただし狭母音ではこの記号を使わず、文字を2つ重ねることで長母音を表す）。nの語中形には常に点が加えられる。無声音と有声音は書き分けられる。また語中における字形の違いは減少した。č/ts, ǰ/zが区別できない問題があったが、現代ではč, ǰのほうに記号を加えることで書き分けられる。
ロシアのカルムイク語の表記にも使用されたが、1920年代にキリル文字およびラテン文字に置きかえられた。

## Unicode
Unicodeでは1999年のバージョン3.0でモンゴル文字のブロックが追加され、その中に満州文字やシベ文字などとともにトド文字も含まれている。

## 書き方
トド文字の書き方は伝統モンゴル文字と同じである。方向は上から下で、行は左から右に並ぶ。単語ごとに書かれ、単語の間にはスペースが置かれる。文字は単語の最初、途中、最後で形が変わる。それぞれの単語には縦1本の軸を持つ。句読点は伝統モンゴル文字と同じである。

### 字母表

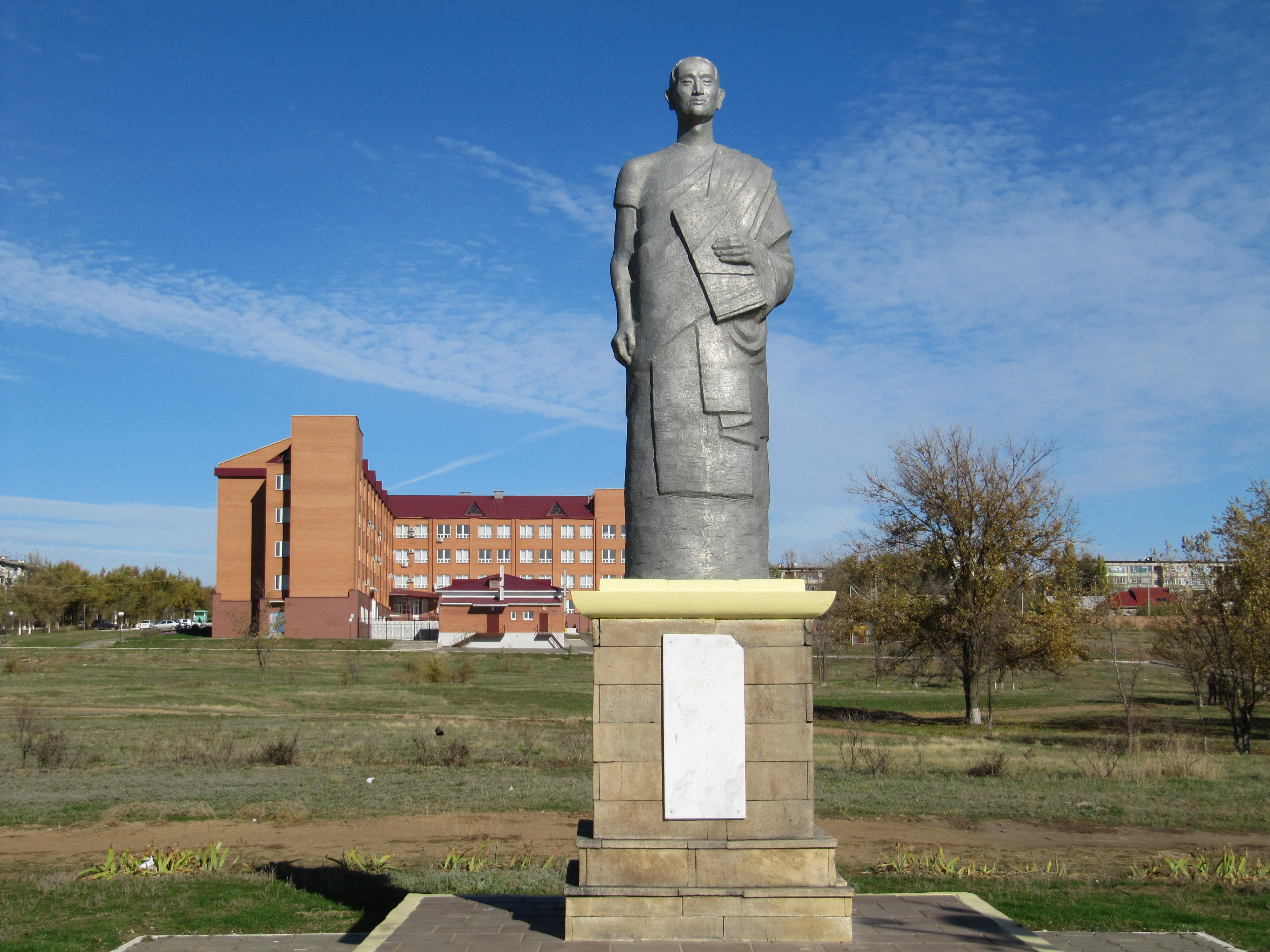
ザヤ・パンディタ像。ロシア・カルムイク共和国の首府 エリスタに所在す

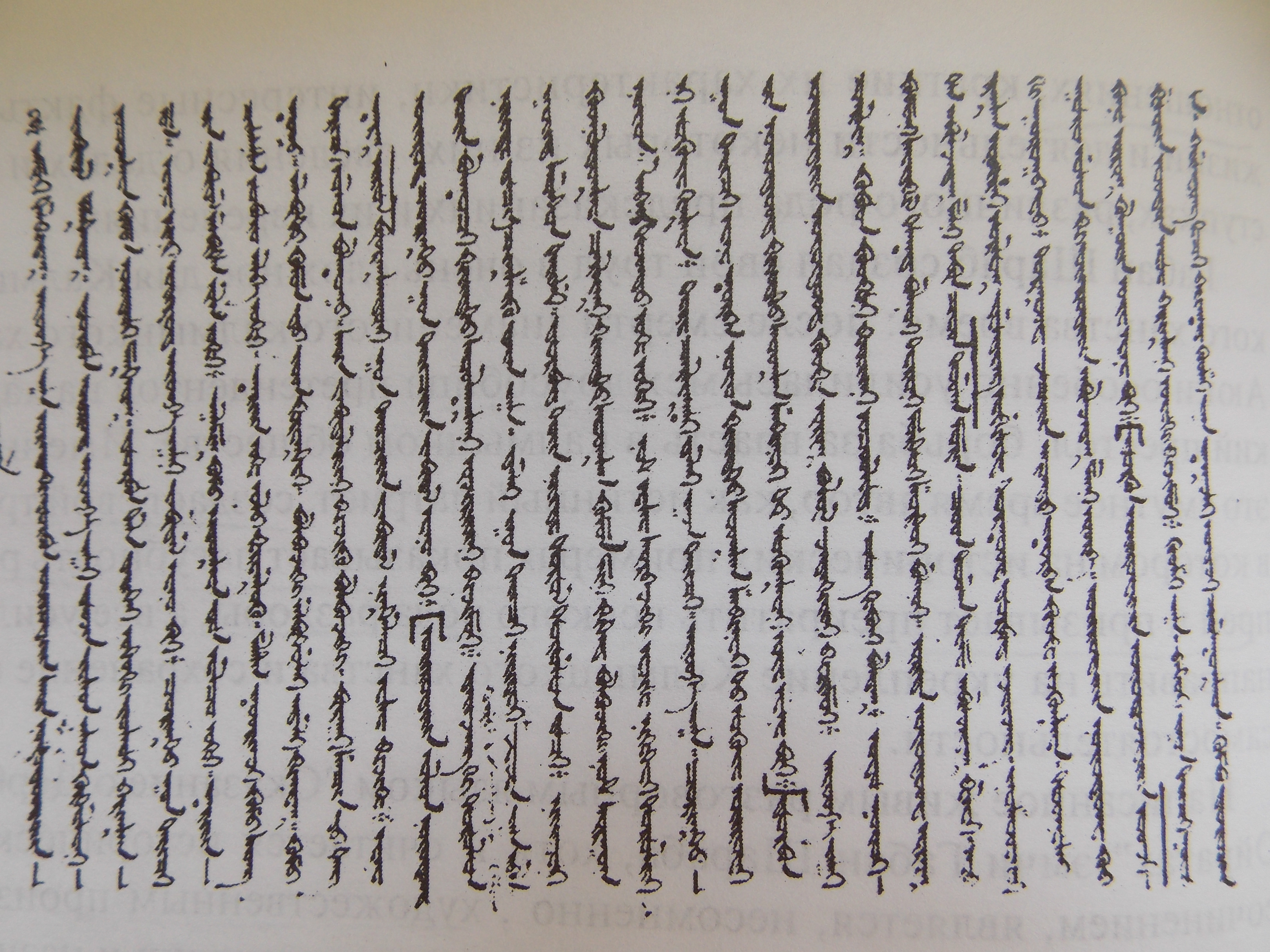
トド文字で書かれたガバン・シャラブ『四オイラト史』。これはオイラト部最古の歴史文書である

トド文字の字母は次の通りである:167
| 番号 | 単独形 | 語頭形 | 語中形 | 語末形 | 翻字 | Unicode |    | 番号 | 語頭形 | 語中形 | 語末形 | 翻字 | Unicode |
| ---- | ------ | ------ | ------ | ------ | ---- | ------- | -- | ---- | ------ | ------ | ------ | ---- | ------- |
| 1    | ᠠ      | ᠠ‍      | ‍᠊ᠠ‍      | ᠊ᠠ     | a    | 1820    | 16 | ᡑ‍    | ᠊ᡑ‍     | ᠊ᡑ     | d      | 1851 |         |
| 1    | ᠠ      | ᠠ‍      | ‍᠊ᠠ‍      | ᠊ᠠ᠋     | a    | 1820    | 17 | ᡐ‍    | ᠊ᡐ‍     | ᠊ᡐ     | t      | 1850 |         |
| 2    | ᡄ      | ᡄ‍      | ᠊ᡄ‍     | ᠊ᡄ     | e    | 1844    | 18 | ᡋ‍    | ᠊ᡋ‍     | ᠊ᡋ     | b      | 184B |         |
| 3    | ᡅ      | ᡅ‍      | ᠊ᡅ᠋‍‍     | ᠊ᡅ     | i    | 1845    | 19 | ᡏ‍    | ᠊ᡏ‍     | ᠊ᡏ     | m      | 184F |         |
| 3    | ᡅ      | ᡅ‍      | ᠊ᡅ‍     | ᠊ᡅ     | i    | 1845    | 20 | ᠴ‍    | ᠊ᠴ‍     |        | z      | 1834 |         |
| 4    | ᡆ      | ᡆ‍      | ᠊ᡆ‍     | ᠊ᡆ     | o    | 1846    | 21 | ᡓ‍    | ᠊ᡓ‍     |        | ǰ      | 1853 |         |
| 5    | ᡇ      | ᡇ‍      | ᠊ᡇ‍     | ᠊ᡇ     | u    | 1847    | 22 | ᡔ‍    | ᠊ᡔ‍     |        | c      | 1854 |         |
| 6    | ᡈ      | ᡈ‍      | ᠊ᡈ‍     | ᠊ᡈ     | ö    | 1848    | 23 | ᡒ‍    | ᠊ᡒ‍     |        | č      | 1852 |         |
| 7    | ᡉ      | ᡉ‍      | ᠊ᡉ‍     | ᠊ᡉ     | ü    | 1849    | 24 | ᡕ‍    | ᠊ᡕ‍     |        | y      | 1855 |         |
| 8    |        | ᠨ‍‍      | ᠊ᠨ‍     | ᠊ᠨ     | n    | 1828    | 25 | ᠷ‍    | ᠊ᠷ‍     | ᠊ᠷ     | r      | 1837 |         |
| 8    | ᠊ᠨ᠋‍     | ᠨ‍‍      | 26     | ᠊ᠨ     | n    | 1828    | ᠯ‍  | ᠊ᠯ‍   | ᠊ᠯ     | l      | 182F   |      |         |
| 9    |        | ᠊ᡊ‍     | ᠊ᡊ     | ng     | 184A | 27      | ᡖ‍  | ᠊ᡖ‍   |        | w      | 1856   |      |         |
| 10   | ᡍ‍      | ᠊ᡍ‍     |        | x      | 184D | 28      | ᠰ‍  | ᠊ᠰ‍   | ᠊ᠰ     | s      | 1830   |      |         |
| 11   | ᠺ‍      | ᠊ᠺ‍     |        | k      | 183A | 29      | ᠱ‍  | ᠊ᠱ‍   |        | š      | 1831   |      |         |
| 12   | ᡎ‍      | ᠊ᡎ‍     |        | γ      | 184E | 30      | ᠸ‍  | ᠊ᠸ‍   |        | f      | 1838   |      |         |
| 13   |        | ᠊ᡎ‍᠋‍‍     | ᠊ᡎ     | q/g    | 184E | 31      | ᡌ‍  | ᠊ᡌ‍   |        | p      | 184C   |      |         |
| 14   | ᡗ‍      | ᠊ᡗ‍     |        | g      | 1857 | 32      | ᡙ‍  | ᠊ᡙ‍   | ᠊ᡙ     | h      | 1859   |      |         |
| 15   | ᡘ‍      | ᠊ᡘ‍     |        | k      | 1858 |         |    |      |        |        |        |      |         |

bと母音が続くときなど、一部の文字は特別な書き方をする。
| 語中形 | 語末形 | 翻字 | 語中形 | 語末形 | 翻字 |
| ------ | ------ | ---- | ------ | ------ | ---- |
| ᠊ᠠ‍     | ᠊ᠠ᠋     | a    | ᡋᠠ‍     | ᡋᠠ᠋     | ba   |
| ᠊ᡄ‍     | ᠊ᡄ     | e    | ᡋᡄ‍     | ᡋᡄ     | be   |
| ᠊ᡅ‍     | ᠊ᡅ     | i    | ᡋᡅ‍     | ᡋᡅ     | bi   |
| ᠊ᡆ‍     | ᠊ᡆ     | o    | ᡋᡆ‍     |        | bo   |
| ᠊ᡇ‍     | ᠊ᡇ     | u    | ᡋᡇ‍     |        | bu   |
| ᠊ᡈ‍     | ᠊ᡈ     | ö    | ᡋᡈ‍     | ᡋᡈ     | bö   |
| ᠊ᡉ‍     | ᠊ᡉ     | ü    | ᡋᡉ‍     | ᡋᡉ     | bü   |